# St. Nikolaus (Gehlenbeck)

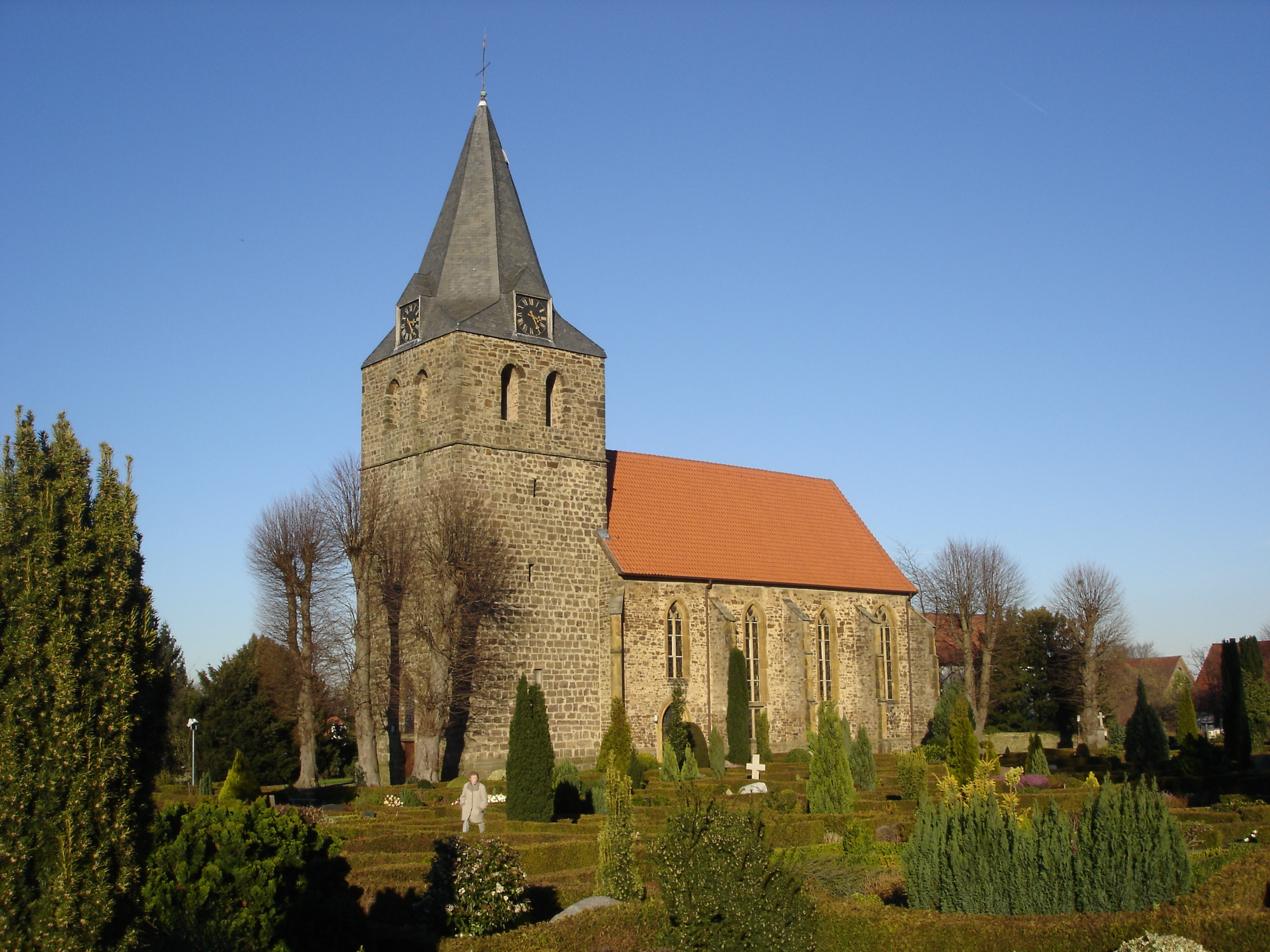
St. Nikolaus zu Gehlenbeck

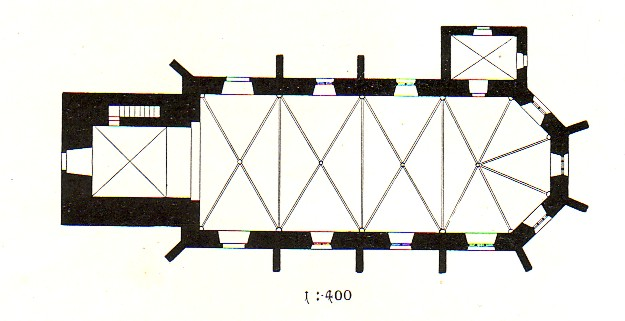
Grundriss 1907

Die Kirche St. Nikolaus zu Gehlenbeck gehört heute zur evangelisch-lutherischen Gemeinde von Lübbecke-Gehlenbeck (Kreis Minden-Lübbecke).

## Geschichte
Die erste urkundliche Erwähnung Gehlenbecks erfolgte im Zusammenhang mit Besitzungen der Grafen von Tecklenburg dort, 1229 erwarb das Domkapitel zu Minden Vogteirechte über Güter im Ort. 1244 wird ein Kirchherr („plebanus“) in Gehlenbeck erwähnt, 1288 erfolgte erstmals die Nennung einer Parochie.
Das heutige gotische Langhaus der St.-Nikolaus-Kirche wurde nach einer Inschrift an der Westseite des Turmes 1495 erbaut („Im Jahre des Herrn 1495 ist dies Gebäude errichtet am Fest der Maria Magdalena zu Ehren des heiligen Nikolaus“). Die Turmuntergeschosse gehören jedoch noch einem früheren romanischen Vorgängerbau an. Im Gehlenbecker Kirchensiegel ist heute noch der Heilige Nikolaus zu sehen. Er hält zum Zeichen seiner Bischofswürde einen Stab mit Doppelkreuz in der Hand.
St. Nikolaus ist ein einschiffiger, dreijochiger spätgotischer Saalbau mit einfachen Strebepfeilern und 5/8-Chorschluss. Sie besitzt ein Kreuzgewölbe mit Rippen und Schlusssteinen auf Konsolen. Der Turmbogen ist rundbogig, die Quergurte spitzbogig. Im Rahmen der in Minden-Ravensberg besonders ausgeprägten Erweckungsbewegung im 19. Jahrhundert nahm auch in Gehlenbeck der Gottesdienstbesuch erheblich zu. Als Folge wurde eine zweigeschossige Emporenanlage in die Kirche eingebaut. So entstanden 1.300 Sitzplätze. 1951 wurde die zweite Empore wieder entfernt.

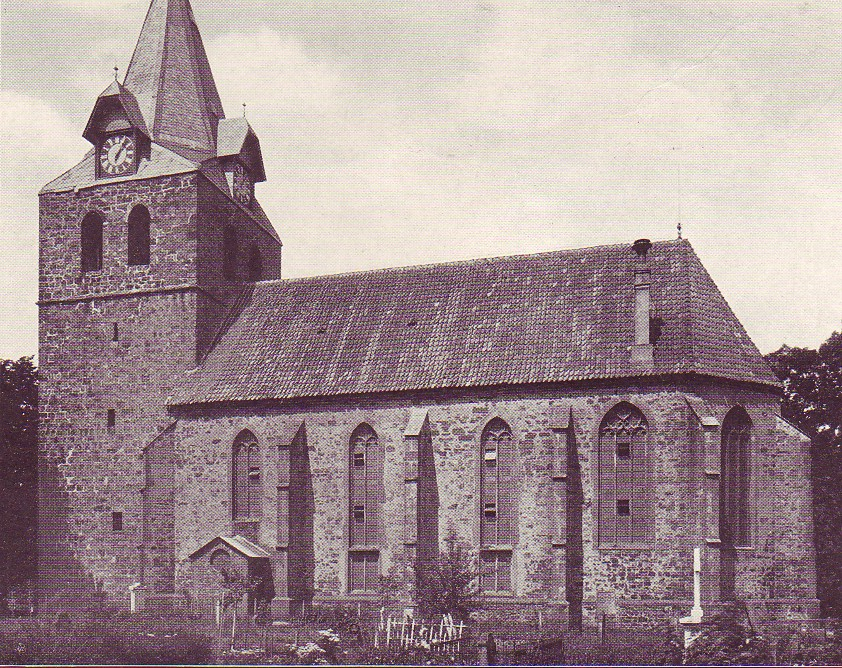
St. Nikolaus 1904
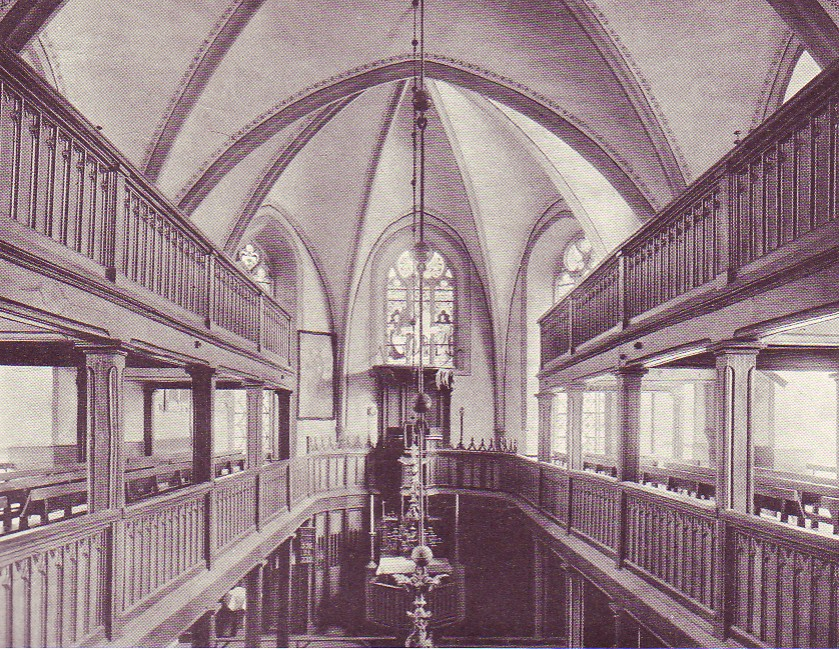
Blick zum Chorraum 1904
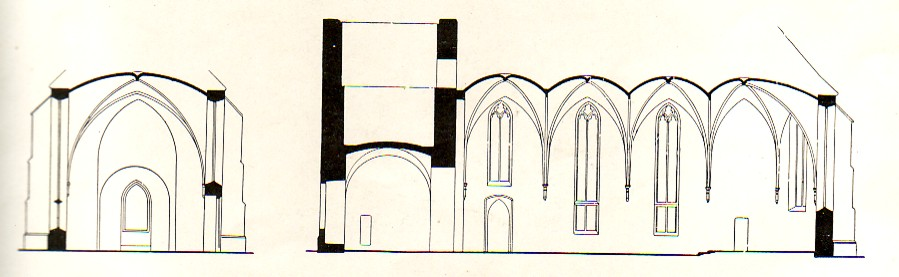
Quer- und Längsschnitt 1907